# Return to House on Haunted Hill
Trở lại ngôi nhà trên đồi quỷ ám (tựa gốc tiếng Anh là Return to House on Haunted Hill) là một bộ phim kinh dị của Mỹ sản xuất và trình chiếu năm 2007 và là phần làm lại tiếp theo của bộ phim kinh dị Ngôi nhà trên ngọn đồi quỷ ám năm 1999. Đạo diễn phim là Víctor García, bộ phim miêu tả một nhóm người liều lĩnh tiến hành tìm kiếm bức tượng đáng nguyền rủa của Baphomet bên trong một ngôi nhà ma. Gần như tất cả mọi người bị giết chết trong quá trình mạo hiểm bởi của các lực lượng siêu nhiên, ma quỷ được kết nối với tượng thần này.

## Câu chuyện
Ariel Wolfe (do Amanda Righetti thủ vai) là em gái của Sara Wolfe (Ali Larter đóng), một người sống sót sau sự kiện một năm trước đây trong Viện tâm thần của Vannacutt. Vào những năm đầu của thế kỷ 20, Viện này đã được giám sát bởi các bác sĩ tâm thần tàn bạo là Tiến sĩ Richard B. Vannacutt (Jeffrey Combs đóng). Sara tuyên kể rằng những bóng ma đã giết chết tất cả những ai bước vào tòa nhà, nhưng không ai tin cô. Do không chịu được áp lực, cô đã tự tử và Ariel cố gắng để tìm hiểu lý do tại sao.
Ariel là một cô gái tóc vàng có ngoại hình xinh đẹp và là một người độc thân thành đạt. Để có được sự thành đạt này cô đã làm việc một cách chăm chỉ và người bạn trai duy nhất của cô trong suốt thời gian qua là "Mr.Cà phê". Trong một dịp tình cờ, cô phát hiện ra một cuốn nhật ký được viết bởi Tiến sĩ Vannacutt cho thấy lịch sử tàn bạo của Viện. Cô và người bạn trai Paul (Tom Riley đóng) sau đó bị bắt cóc bởi một đám côn đồ do Desmond Niles (Erik Palladino vào vai), những người hiểu biết rất nhiều về Sara và Viện Vannacutt. Ariel nhanh chóng nhận ra rằng Sara đã không tự tử mà bị Desmond giết chết cô.
Desmond buộc Ariel để giúp anh ta tìm bức tượng bằng cách vừa khống chế cô và uy hiếp sẽ giết bạn trai Paul. Trong khi Desmond tay sai của Samuel (Andrew Pleavin) khống chế Paul bên ngoài ngôi nhà, Ariel, Desmond, và bốn kẻ đồng lõa của Desmond vào tòa nhà. Họ gặp gỡ Tiến sĩ Richard Hammer (do Steven Pacey đóng), vị tiến sĩ Hammer đã được bị lôi cuốn vào ngôi nhà bởi trợ lý của ông Kyle (Andrew Lee Potts vào vai) và Michelle (Cerina Vincent). Desmond là một trong những cựu học sinh của Tiến sĩ Hammer, và Michelle là người yêu của Desmond và được cài cắm bên cạnh Hamer như vai trò của một tình nhân và theo dõi sát sao tiến sĩ. Michelle quyến rũ Tiến sĩ Hammer để tìm hiểu những gì ông biết về điều dưỡng và tượng thần đáng nguyền rủa Baphomet, và sau đó dụ dỗ Hammer và Kyle vào cuộc phiêu lưu để họ có thể giúp tìm kiếm cho bức tượng.
Nhóm người khác liều lĩnh tiến hành tìm kiếm bức tượng đáng nguyền rủa của Baphomet một di vật có trị giá hàng triệu đô la và sự kinh hoàng tiếp tục theo chân các linh hồn bị nguyền rủa quay trở lại. Từng người trong thành viên của đoàn lần lượt bị giết và cuối cùng chỉ còn có Ariel và người bạn trai của cô. Cuối cùng cả hai thoát được, bức tượng bị phá vỡ và Viện ma quái này bị sụp đổ và chôn vùi tất cả những ký ức ma quái.

## Diễn viên chính

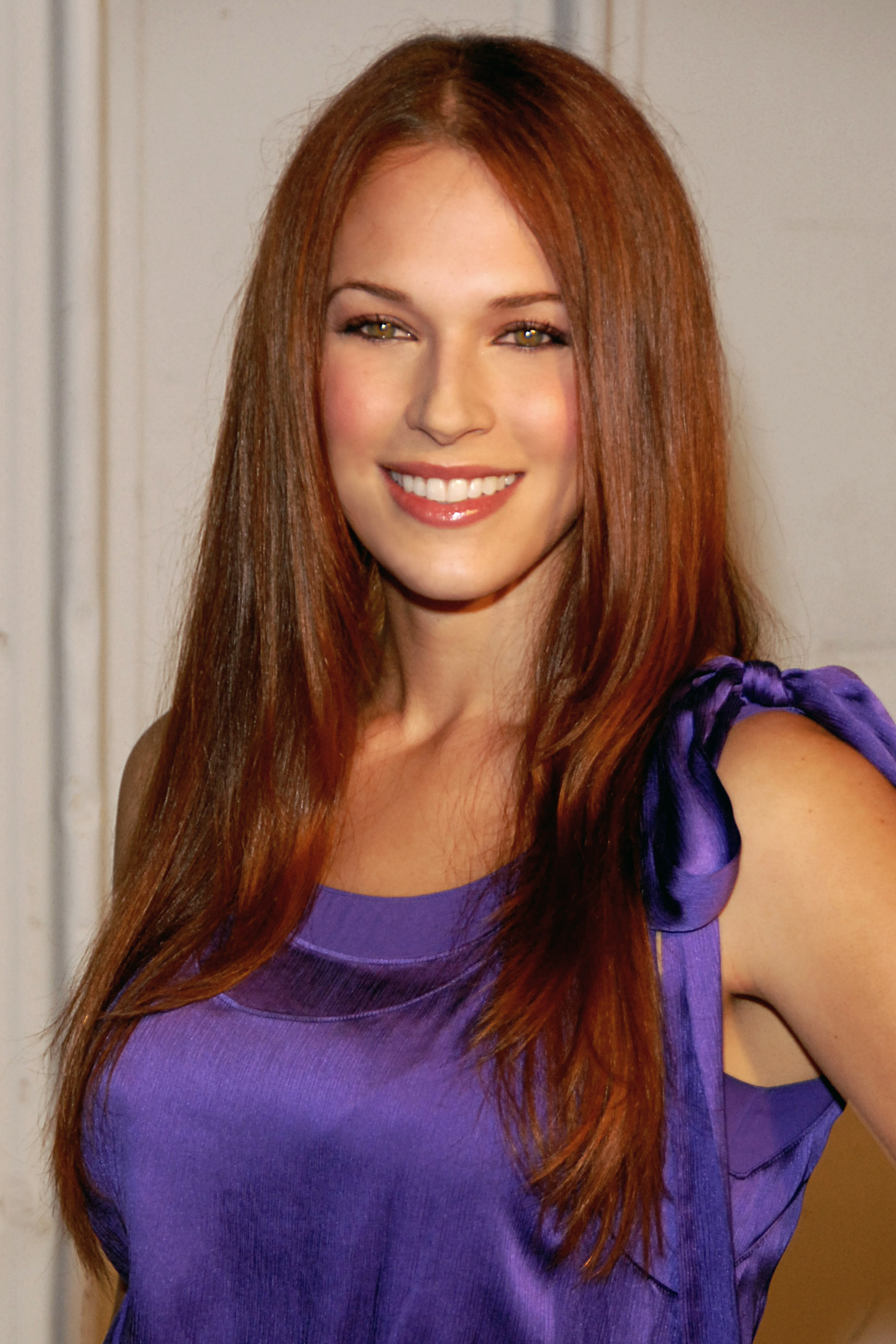
Amanda Righetti

- Amanda Righetti vào vai Ariel Wolfe
- Cerina Vincent vào vai Michelle
- Erik Palladino vào vai Desmond
- Tom Riley vào vai Paul
- Andrew Lee Potts trong vai Kyle
- Jeffrey Combs trong vai bác sĩ Richard Benjamin Vannacutt
- Steven Pacey vai Richard
- Và các diễn viên khác.